# السكتة الدماغية عند الأطفال
السكتة الدماغية عند الأطفال هي سكتة دماغية تحدث عند الأطفال أو المراهقين. تصيب السكتة الدماغية حوالي 6 أطفال من كل 100000 طفل.
يمكن أن تصيب هذه السكتة الدماغية الأطفال من أي عمر، لكن تختلف السكتة الدماغية عند الأطفال وحديثي الولادة عنها عند البالغين، إذ أن التواتر نفسه للإصابة بالسكتة النزفية والسكتة الإقفارية عند الأطفال، في حين يكون البالغين أكثر عرضة للإصابة بالسكتة الإقفارية. ستون بالمئة من السكتات الدماغية عند الأطفال تصيب الذكور. تختلف أسباب السكتة الدماغية أيضًا عند الأطفال عنها عند البالغين.

## أنواع السكتات الدماغية

### الإقفارية
في السكتة الدماغية الإقفارية أو ذات نقص التروية، ينخفض تدفق الدم إلى أحد أجزاء الدماغ، مما يؤدي إلى خلل في وظيفة النسيج الدماغي في تلك المنطقة. هناك أربعة أسباب لحدوث ذلك:
1. خُثار (انسداد أحد الأوعية الدموية عن طريق خثرة دم تتشكّل محليًّا)
2. إنصمام (انسداد بسبب صِمّة من مكان آخر في الجسم)
3. نقص انسياب الدم المجموعي (انخفاض عام في تدفّق الدم، على سبيل المثال، في حالة صدمة)[1]
4. خُثار وريدي[2]

تدعى السكتة الدماغية دون تفسير واضح "سكتة دماغية مجهولة السبب"؛ تشكّل هذه %40-30 من مجمل السكتات الدماغية الإقفارية.

### النزفية
النزف القحفي هو تراكم الدم ضمن أي مكان ضمن جوف القحف، والذي إما أن يكون نزف ضمن المحور (داخل الدماغ) أو خارج المحور (ضمن القحف ولكن خارج الدماغ). يحدث النزف داخل المحور بسبب النزف ضمن النسيج الدماغي أو النزف داخل البطيني (النزيف في النظام البطيني للمخ). الأنواع الرئيسية للنزيف خارج المحور هي الورم دموي فوق الجافية (نزيف بين الأم الجافية والقحف)، الورم الدموي تحت الجافية (في الحيز تحت الجافية) والنزف تحت العنكبوتية (بين الأم العنكبوتية والأم الحنون). معظم متلازمات السكتة الدماغية النزفية لها أعراض محددة (على سبيل المثال، صداع أو إصابة رضية سابقة في الرأس).

## الأعراض والعلامات
تشمل الأعراض غالبًا:
- النوبات، خاصة عند الأطفال حديثي الولادة
- إبقاء يد واحدة في وضعية القبضة، خاصة عند الرضع
- تفاقم صداع سابق أو الإصابة المفاجئة بالصداع
- صعوبات كلام مفاجئة أو تلعثم الكلام أو صعوبة فهم الكلام
- خزل شقي أو ضعف في جانب واحد من الجسم
- فقد بصر مفاجئ أو حركات عينين غير طبيعية
- فقد توازن مفاجئ أو صعوبة في المشي

## الإنذار
يتنوع إنذار الناجين من السكتة الدماغية عند الأطفال، فيما يلي بعض النتائج الشائعة:
- الشلل الدماغي (غالبًا فالج شقي/شلل دماغي نصفي)
- صرع
- فقد السمع
- فقد البصر

## علاج السكتة الدماغية عند الأطفال
في حالة ظهور أعراض نوبة السكتة الدماغية عند الأطفال، فيجب نقل الرضيع إلى المستشفى فورًا للتقييم والتشخيص والعلاج.
قد يوصى بالأدوية والعلاجات الأخرى للمساعدة في العلاج العرضي (للسيطرة على النوبات مثلًا) أو علاج سبب السكتة الدماغية، مثل علاج التجفاف وإعطاء المضادات الحيوية لعلاج التهاب السحايا والأدوية أو الجراحة لتصحيح تشوهات القلب.